# Ermellinata di Rovigo
La Ermellinata di Rovigo è una razza di gallina dal tipico piumaggio bianco columbia.
Somiglia molto alla Sussex ma ha tarsi gialli e pelle gialla  anziché bianchi rosati.

## Zona d'origine
Italia, città di Rovigo.

## Storia
È stata selezionata nel 1959 dalla stazione sperimentale di pollicoltura di Rovigo.